# Esqueleto de Roc de Marsal

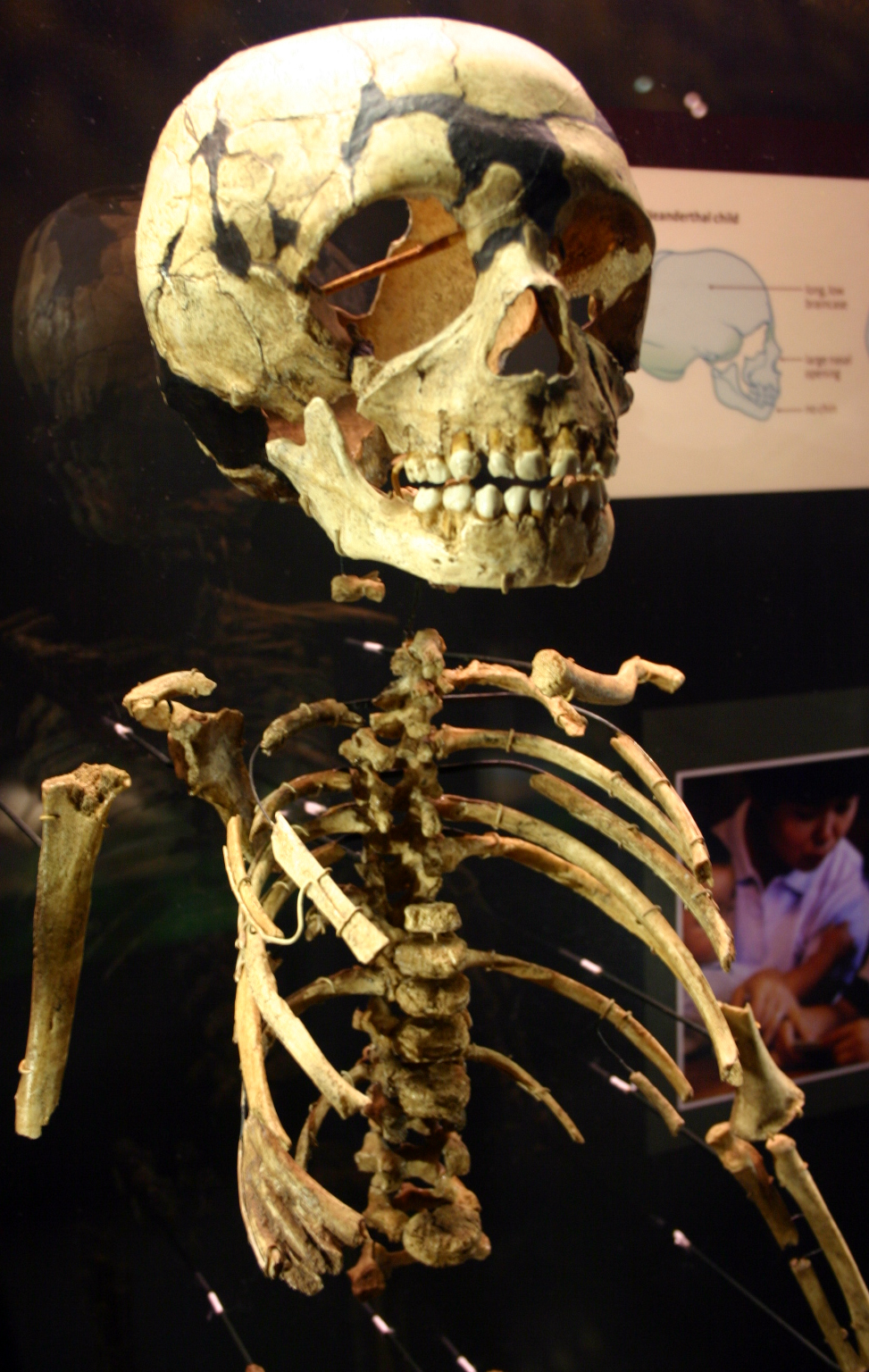
Réplica que mostra a cabeça e tórax do esqueleto de Roc-de-Marsal montados.

O esqueleto de Roc de Marsal (às vezes baixo a grafía Roc-de-Marsal) é parte de um esqueleto fóssil de uma criança de Homo neanderthalensis encontrado no sítio paleoantropológico musteriense de Roc de Marsal, no departamento da Dordoña (França) em 1961 por Jean Lafille e que foi datado entre de há 60 e 70 mil anos.